# Volodîmîrivka, Iemilciîne
Volodîmîrivka (în ucraineană Володимирівка) este un sat în comuna Kociîciîne din raionul Iemilciîne, regiunea Jîtomîr, Ucraina.

## Demografie
Componența lingvistică a localității Volodîmîrivka
     Ucraineană (100%)
Conform recensământului din 2001, toată populația localității Volodîmîrivka era vorbitoare de ucraineană (100%).